# Alijamento de combustível
O alijamento de combustível (em inglês: fuel dumping ou fuel jettison) é uma prática usada por aeronaves equipadas para tal, na eventualidade de certos tipos de emergências que requeiram um retorno ao aeroporto de onde tenham decolado, ou que requeiram o pouso antecipado em um aeroporto antes do destino originalmente planejado.

## Alijamento de Combustível

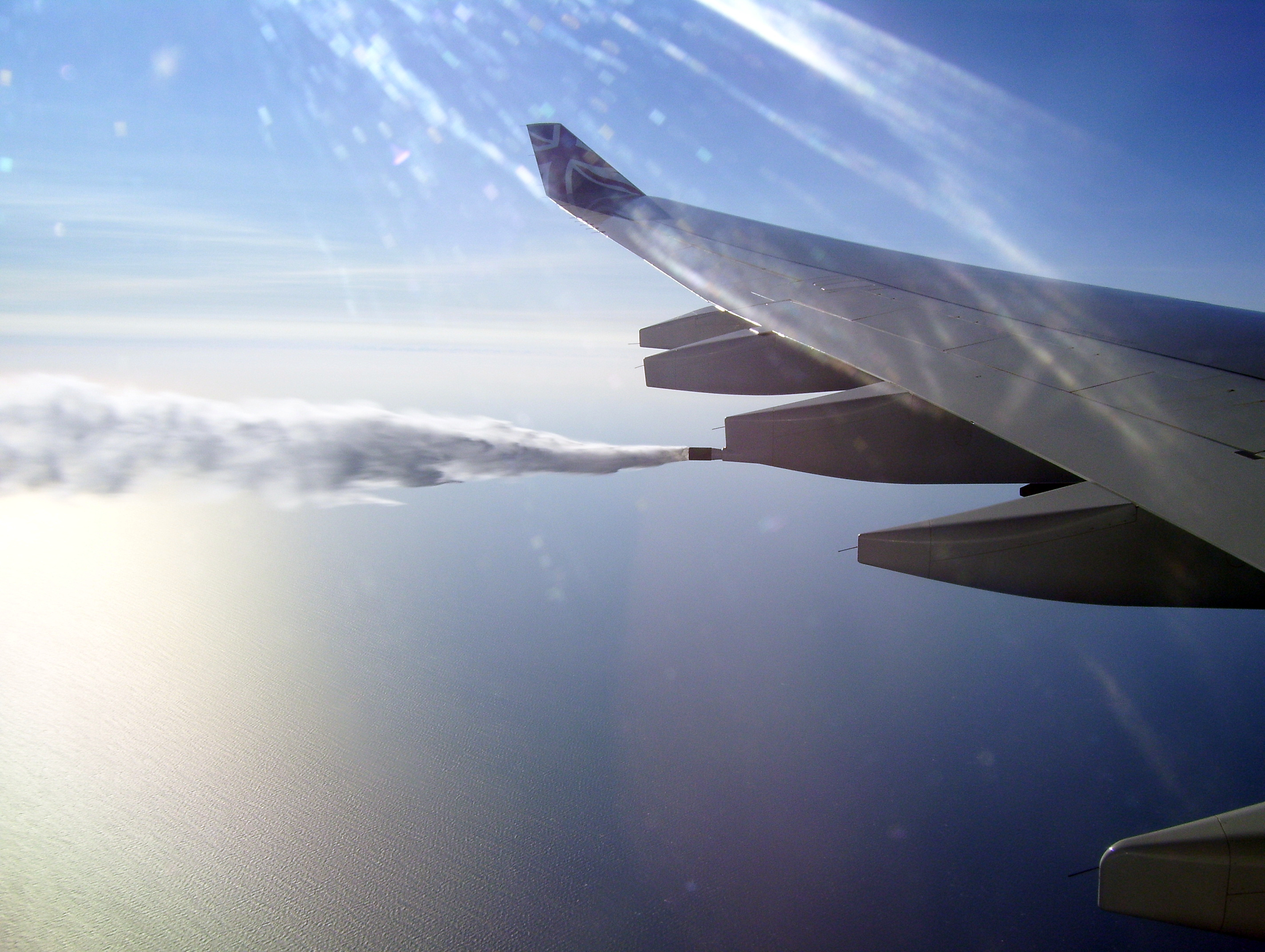
Alijamento de combustível feito por um Airbus A340-600.

Entre suas diversas limitações, os aviões possuem dois limites principais de peso, o Peso Máximo de Decolagem (PMD) e o Peso Máximo de Pouso (PMP), este último sendo sempre o menor dos dois. Esta diferença permite que em um voo de rotina, a aeronave possa decolar com um peso mais elevado, consumir combustível em rota e pousar já dentro do limite menor. Há muitas outras variáveis envolvendo pesos de decolagem e pouso, mas vamos omití-las em favor da simplicidade.
É em situações anormais que o Peso Máximo de Pouso pode se tornar um problema. Se um voo decolar em seu Peso Máximo de Decolagem, e em seguida encontrar uma situação onde tenha que retornar ao aeroporto de partida (devido à certos problemas técnicos ou emergência médica a bordo), pode não haver tempo suficiente para consumir combustível durante esse breve retorno e acabar chegando acima de seu Peso Máximo de Pouso.
Quando aeronaves à reação começaram a voar nos Estados Unidos no final dos anos 50, início dos anos 60, a regra da FAA em vigor nessa época mandava que se o PMD fosse mais do que 105% do PMP, a aeronave tinha de ser equipada com um sistema de Alijamento de Combustível. Apropriadamente, o Boeing 707, 727 e o Douglas DC-8 eram equipados para tal. Qualquer um deles que necessitasse retornar ao aeroporto de partida acima do Peso Máximo de Pouso, podia simplesmente alijar quantidade suficiente de combustível de forma a reduzir o peso total até abaixo do PMP, então pousar normalmente.

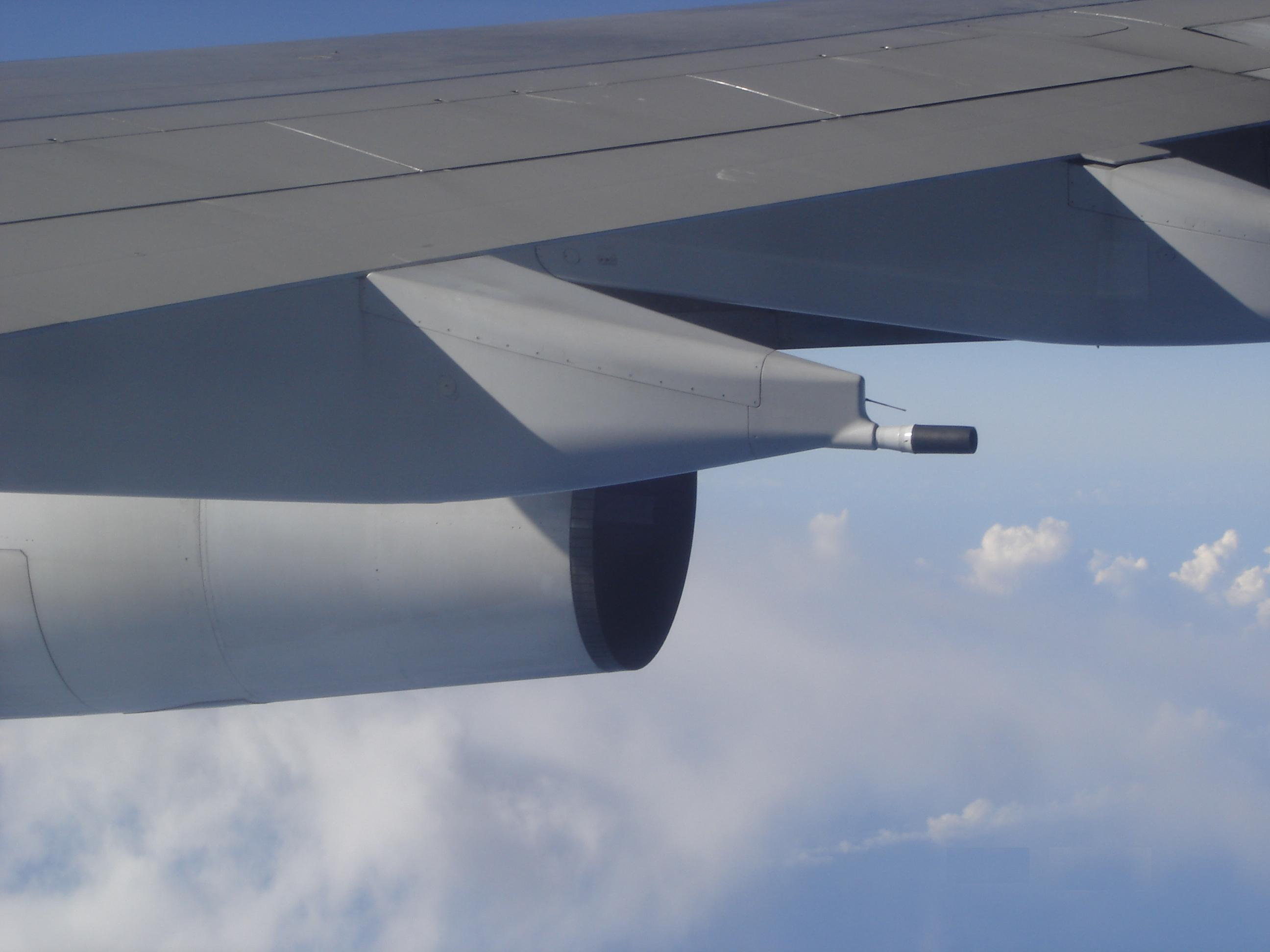
Saída para alijamento em um Airbus A340.

Durante os anos 60 a Boeing introduziu o 737 e a Douglas o DC-9, ambos os modelos originais desenhados para rotas curtas, e o limite de 105% não era atingido, portanto essas aeronaves não tinham sistema de alijamento de combustível. Porém no decorrer dos anos 60 e 70, tanto a Boeing como a Douglas aumentaram as capacidades operacionais desses aviões, utilizando avanços que a Pratt & Whitney fazia no desenvolvimento dos motores JT8D que equipavam ambos os jatos. Assim ambos se tornaram capazes de voos mais longos, com pesos limites maiores, até que se tornou problemático adequarem-se à regra dos 105%, devido aos custos associados com o redesenho e reequipamento dessas aeronaves.

Levando em consideração os motores mais potentes que haviam sido desenvolvidos, a FAA modificou então as regras eliminando o limite de 105%, introduzindo em seu lugar a FAR 25.1001 (em vigor até hoje), estabelecendo que um sistema de Alijamento de Combustível não era necessário se a aeronave conseguisse atender a performance minima de subida da FAR 25.119 (subida em configuração de pouso) e 25.121 (subida em configuração de decolagem), assumindo-se um voo de apenas 15 minutos. Em outras palavras, atendendo a performance minima em arremetida com Flaps de pouso e todos os motores operando, assim como arremetida com Flaps de aproximação e um motor inoperante.

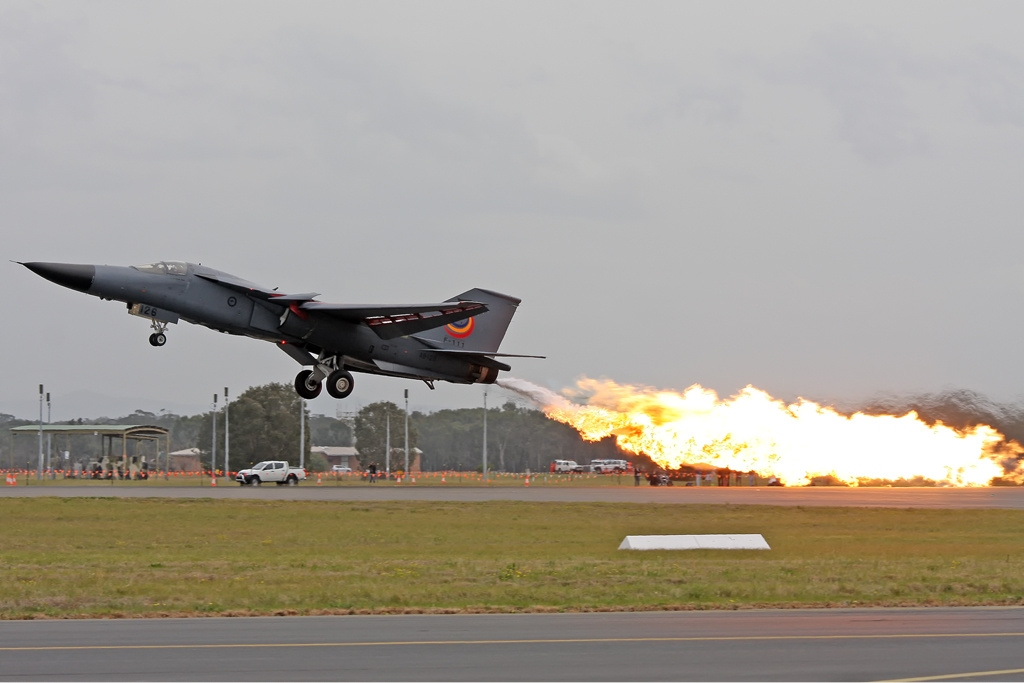
RAAF F-111 alijamento de combustível e queimar

Uma vez que muitos jatos bimotores conseguem atender a estes requisitos, aeronaves como o Boeing 737 (todos os modelos), DC-9/MD-80/Boeing 717, a família A320 e vários jatos regionais (“RJs”0), não possuem sistemas de alijamento do combustível. Na eventualidade de uma emergência exigindo o retorno ao aeroporto de partida, esses jatos simplesmente circulam até consumirem o peso de combustível suficiente e ficarem abaixo do PMP, ou pousam sem demora em situação de “sobrepeso”, o que exige uma inspeção estrutural a posteriori. Muitos filmes e jornalistas assumem erroneamente que qualquer aeronave pode alijar combustível, quando a verdade é que a maioria não pode.

Jatos de longo alcance como os Boeing 757, 767, 777 e os Airbus A300, A310 e A330 podem ou não ser equipados com o sistema de alijamento, dependendo de como tenham sido encomendados, pois em alguns aviões, o sistema é opcional. Jatos de três e quatro turbinas como o Lockheed L-1011, o McDonnell Douglas DC-10/MD-11, Boeing 747, Airbus A340 normalmente tem dificuldades de atender os requisitos da FAR 25.119 próximos ao PMD, portanto praticamente todos tem o sistema.

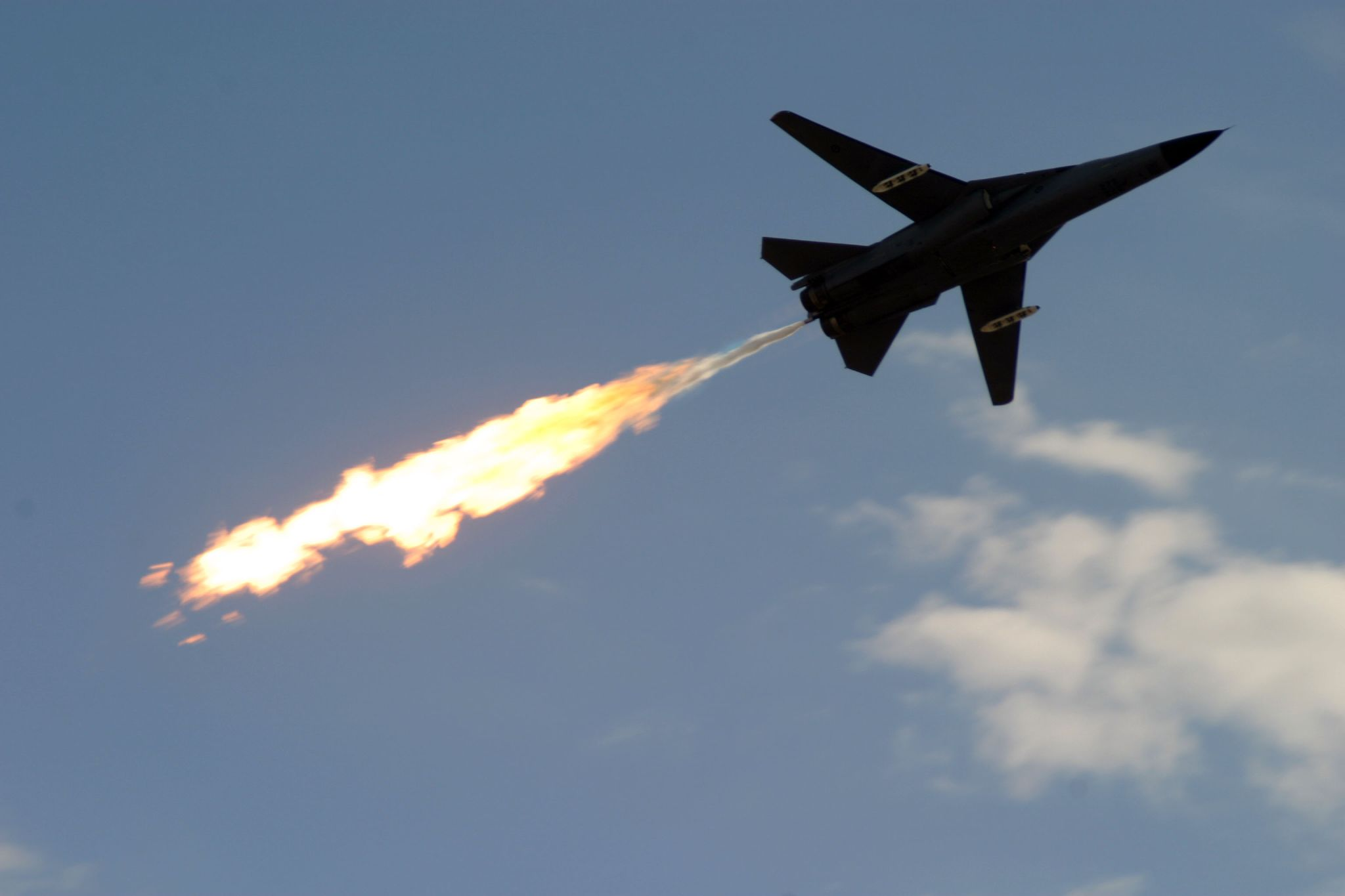

A operação de alijamento propriamente dita é coordenada com o controle de tráfego aéreo em áreas demarcadas nas cartas para essa finalidade, e precauções são tomadas para manter outras aeronaves fora de tais áreas. O alijamento normalmente é feito em uma altitude alta o bastante para que o combustível se disperse e vaporize antes de atingir o solo.
O combustível alijado sai por um ponto específico em cada asa, normalmente próximo das pontas e distante dos motores, inicialmente parecendo mais líquido que vapor. Aqui estão imagens de alijamento de um 747, A340, e um L-1011.
A maior quantidade de combustível alijado em um só dia ocorreu devido aos ataques de 11 de Setembro de 2001 quando, devido a diversos sequestros de aviões ao mesmo tempo, foi negada a entrada no espaço aéreo norte-americano de centenas de voos internacionais. A maioria destas aeronaves estavam abastecidas para voar até destinos bem distantes no interior do país e tiveram de pousar muito antes em aeroportos no Canadá, México, Bermudas, Bahamas, tendo que alijar combustível para poderem pousar normalmente nesses locais.